# Ibercivis
Ibercivis es una fundación privada sin ánimo de lucro cuyo objetivo principal es el desarrollo de actividades y proyectos de ciencia ciudadana. Ibercivis se estableció como fundación en el año 2011. El patronato de la Fundación Ibercivis está formado por la Universidad de Zaragoza, CSIC, CIEMAT, el Ministerio de Ciencia e Innovación de España, el Gobierno de Aragón y la Fundación Zaragoza Ciudad del Conocimiento.

## Historia
La presentación oficial de Ibercivis  tuvo lugar el 20 de junio de 2008 en la sede del CSIC en Madrid. En aquel momento Ibercivis  consistía en una plataforma de computación distribuida que daba soporte a proyectos de investigación con muy diversos grupos de investigación en y fuera de España. La plataforma de alcance nacional e internacional que se llamó Ibercivis fue la ampliación del proyecto Zivis, iniciativa puesta en marcha en abril de 2007 por el Instituto de Biocomputación y Física de Sistemas Complejos, el Ayuntamiento de Zaragoza y el Laboratorio Nacional de Fusión del CIEMAT, siendo sus principales impulsores Francisco Castejón y Alfonso Tarancón. A partir de 2012, coincidiendo con el liderazgo del proyecto europeo Socientize —que dio lugar a la publicación del White Paper of Citizen Science for Europe—, Ibercivis comenzó a diversificarse en cuanto a las metodologías de sus proyectos. 
Ibercivis se constituyó como fundación en Madrid el 14 de noviembre de 2011. Los patronos fundadores fueron la Universidad de Zaragoza, el CSIC, el CIEMAT, Red.es, la Fundación Ikerbasque, la Fundación Zaragoza Ciudad del Conocimiento, el Gobierno de Aragón y el Ministerio de Economía, Industria y Competitividad.
Desde su constitución como Fundación, el presidente del Patronato ha sido el Rector de la Universidad de Zaragoza. Los rectores que han presidido el Patronato de Ibercivis han sido: Felipe Pétriz, Manuel López y José Antonio Mayoral. El primer director de Ibercivis fue Alfonso Tarancón; en mayo de 2015 Jesús Clemente-Gallardo le sucedió en la dirección de la Fundación. Fermín Serrano Sanz fue el director ejecutivo de Ibercivis hasta marzo de 2018 cuando asumió el cargo Francisco Sanz García.   

## Proyectos
Ibercivis ha llevado a cabo más de 70 proyectos de ciencia ciudadana —propios o en colaboración con otras entidades— compartiendo y aportando conocimiento técnico, facilitando recursos y/o soporte para difundir su actividad y contactar con otros grupos y participantes.

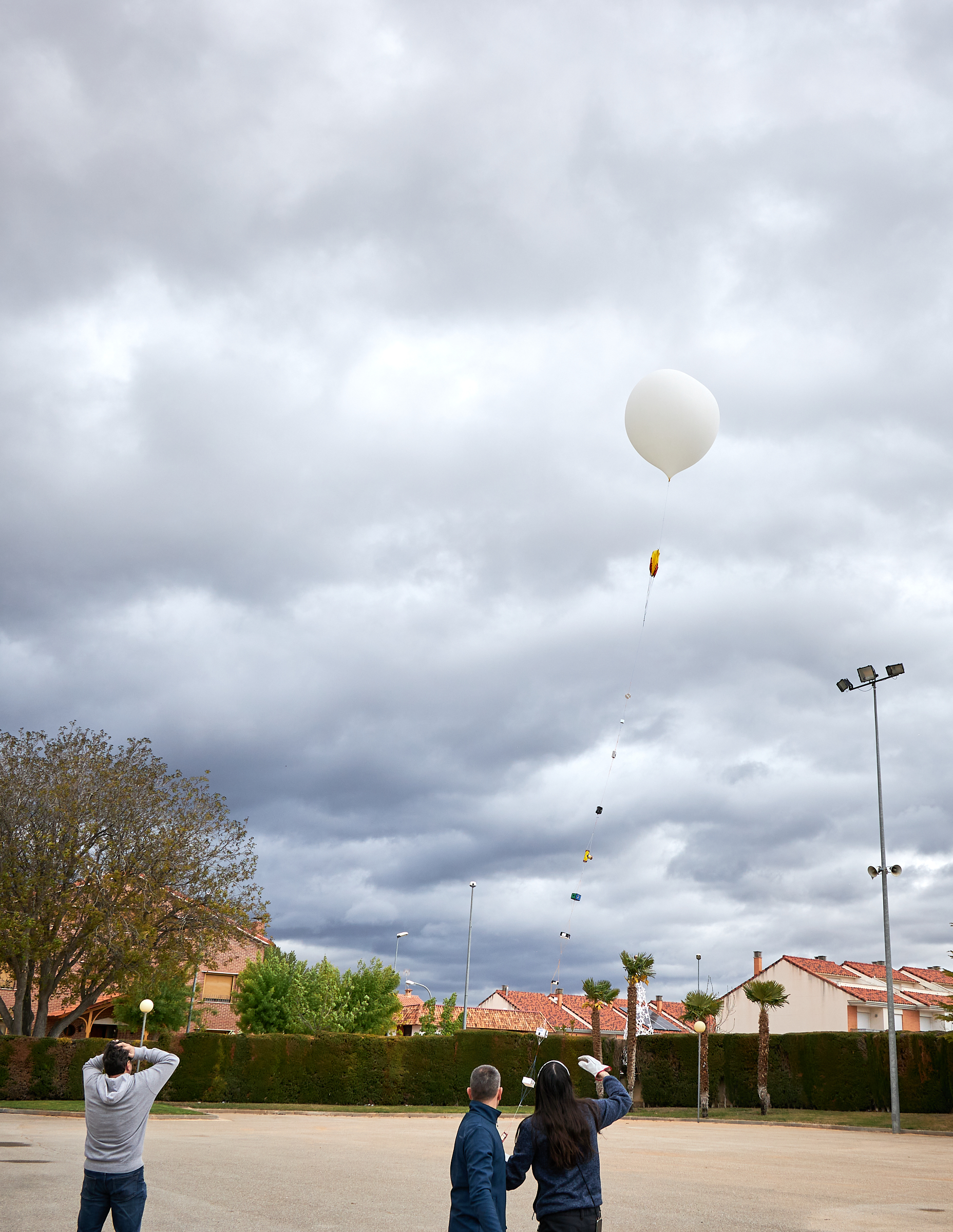
Último lanzamiento del Proyecto Aeroespacial Servet, en su décima edición.

Algunos de los proyectos de ciencia ciudadana desarrollados desde Ibercivis son:
- Observatorio de la Ciencia Ciudadana en España
- EU-Citizen.Science
- Proyecto Aeroespacial Servet[6] (finalizado tras 10 ediciones)
- Vigilantes del Aire
- Make It Special
- D-Noses
- Pájaros en la nube

Algunos de estos proyectos están destinados a centros educativos o existen ediciones para institutos, como es el caso de tres ediciones del proyecto Servet con su sexta, octava y décima edición destinadas a adolescentes de entre 14 a 19 años. 